# Philip Hart

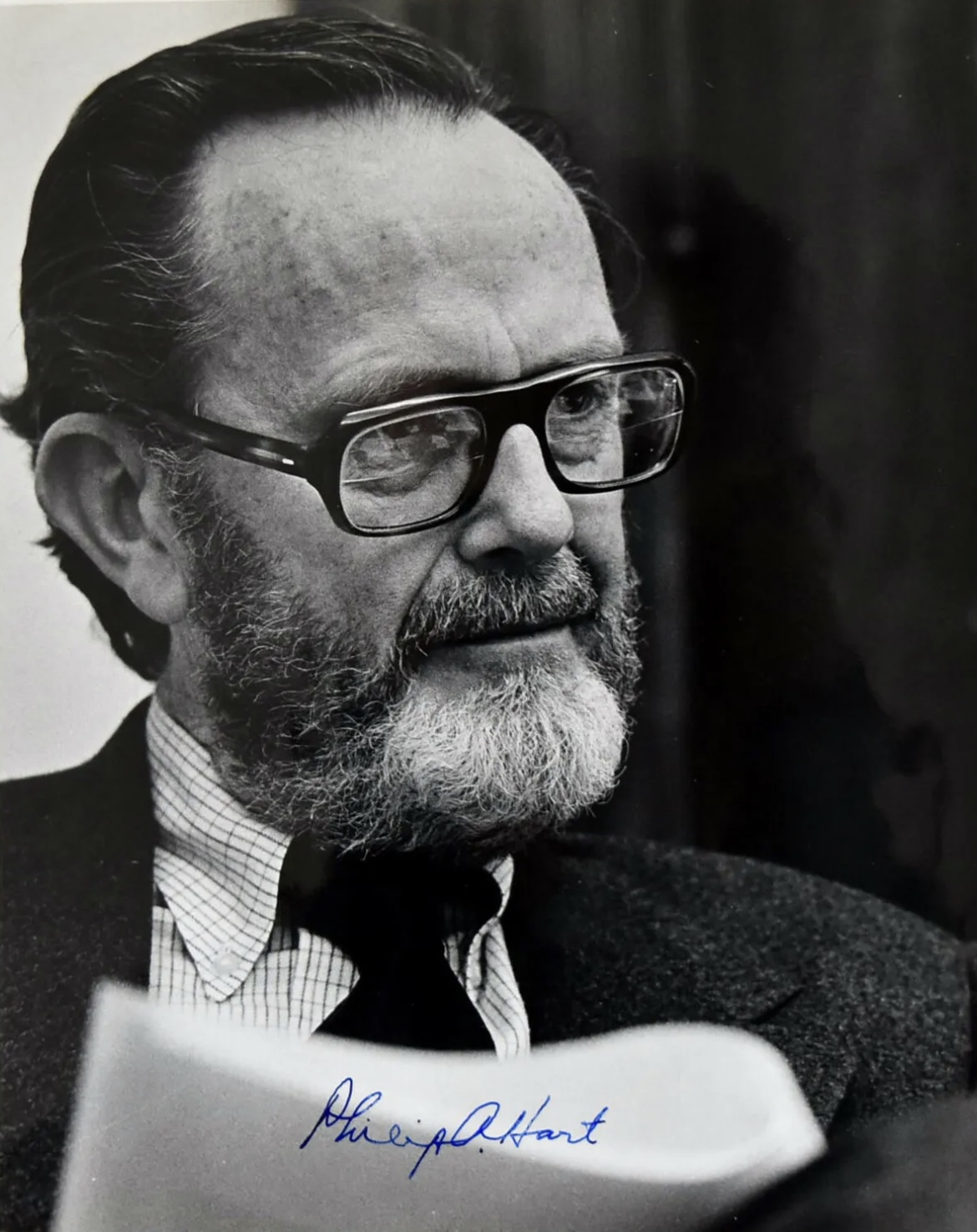
Philip Hart

Philip Aloysius Hart (* 10. Dezember 1912 in Bryn Mawr, Montgomery County, Pennsylvania; † 26. Dezember 1976 in Washington, D.C.) war ein US-amerikanischer Jurist und Politiker der Demokratischen Partei. Er vertrat den Bundesstaat Michigan im US-Senat und fungierte auch als dessen Vizegouverneur.

## Militärische Laufbahn und Aufstieg in Michigan
Als Junge besuchte Philip Hart die Waldron Academy, eine Privatschule in Merion Station, und danach die West Philadelphia Catholic High School for Boys. 1934 machte er seinen Abschluss an der Georgetown University, drei Jahre später folgte das juristische Examen an der Law School der University of Michigan. Er wurde 1938 in die Anwaltskammer von Michigan aufgenommen und begann in Detroit als Jurist zu praktizieren. 1941 trat er in die US Army ein, für die er während des Zweiten Weltkrieges als Soldat der Infanterie kämpfte. Unter anderem war er während der Invasion in der Normandie am Küstenabschnitt Utah Beach eingesetzt. Hart schied 1946 im Rang eines Lieutenant Colonel aus der Armee aus.
Nach Kriegsende bekleidete er diverse öffentliche Ämter in Michigan. Er fungierte von 1949 bis 1951 als Corporation Securities Commissioner des Staates, leitete danach bis 1952 die Behörde für Preisstabilität und amtierte in der Folge bis 1953 als Bundesstaatsanwalt für den östlichen Distrikt von Michigan. Zwischen 1953 und 1954 war er Rechtsberater des Gouverneurs von Michigan, ehe er zum Vizegouverneur dieses Staates gewählt wurde. Von 1955 bis 1959 war er somit Stellvertreter von Gouverneur Soapy Williams.

## US-Senator
Im November 1958 trat Hart zur Wahl zum US-Senat an und traf dabei auf den republikanischen Amtsinhaber Charles E. Potter, den er mit 53,6 Prozent der Stimmen deutlich besiegte und am 3. Januar 1959 ablöste. In der Folge wurde er zweimal im Amt bestätigt, wobei er sich 1970 gegen Lenore Romney durchsetzte, die Ehefrau von US-Bauminister George W. Romney und Mutter von Mitt Romney, dem späteren Gouverneur von Massachusetts und Präsidentschaftsanwärter der Republikaner. Zwischenzeitlich gab es aus konservativen Kreisen Bemühungen, Hart zu einem Recall zu zwingen, unter anderem aufgrund seiner Einstellung zur Schusswaffenkontrolle. Jedoch wurde nie eine ausreichende Zahl an Unterstützern erzielt, um eine solche außerordentliche Wiederwahl einleiten zu können.
Im Laufe der Jahre erwarb er sich auch bei den Republikanern große Anerkennung, was auch in seinem Spitznamen „Conscience of the Senate“ („Gewissen des Senats“) zum Ausdruck kam. Nachdem er 1976 nicht zur Wiederwahl angetreten war, beschloss der Senat mit 99:0 Stimmen – Hart selbst hatte sich enthalten – die Benennung eines neuen Kongressgebäudes nach ihm. Damit wäre erstmals ein Bundesgebäude nach einer lebenden Person benannt worden. Jedoch starb Hart bereits am 26. Dezember 1976, wenige Tage vor dem Ende seiner Amtszeit, an den Folgen einer Krebserkrankung. Der zu seinem Nachfolger gewählte Donald W. Riegle wurde daraufhin vorzeitig zum Senator ernannt.
Das Gebäude, das Philip Harts Namen erhalten sollte, wurde 1982 fertiggestellt und 1987 offiziell als Hart Senate Office Building benannt. Es ist das größte Bürogebäude des Senats. Den Namen des Senators tragen ferner das Hart-Dole-Inouye Federal Center in Battle Creek, mit dem außerdem Bob Dole und Daniel Inouye gewürdigt wurden, der Hart Plaza Park in Detroit und das Hart-Kennedy House in Lansing, Hauptsitz der Demokratischen Partei von Michigan. An ihn erinnert außerdem die Philip Hart Memorial Scholarship, ein Stipendium der Lake Superior State University.